# Тюрмер, Карл Францевич
Карл Францевич Тюрмер (нем. Karl Türmer; 14 сентября 1824, Кунцендорф, Верхняя Силезия — 23 сентября 1900, Муромцево, Судогодский уезд, Владимирская область) — знаменитый лесничий, основная часть жизни которого прошла в России.

## Биография

### Жизнь в Германии
Карл Тюрмер родился 14 сентября 1824 года в семье пастуха в Кунцендорфе, Верхняя Силезия, Германия (ныне Маловице, Нижнесилезское воеводство, Польша).
Уже в одиннадцать лет Карл стал увлекаться лесом. Он начал работать в частных лесопитомниках и лесничествах. Был помощником лесничего в горном лесничестве в Судетах, служил в гвардейском егерском батальоне, был частным лесничим под Магдебургом (1846—1850), затем — лесничим близ Бранденбурга (1851—1853). Здесь он вплотную занялся искусственным выращиванием хвойных лесов на песчаных почвах.

### Переезд в Россию
Осенью 1853 года принимает предложение графа Сергея Уварова переехать в Россию. В имении графа Уварова «Поречье» Можайского уезда Московской губернии Тюрмер исполнял обязанности руководителя охотой. Затем он возглавил лесное хозяйство, создав искусственные леса на территории около 3000 гектаров. В год Тюрмер получал 500 рублей.
В 1862 году сменился владелец имения (владельцем стал Ф. И. Уваров). У нового владельца и Карла Францевича появились разногласия и из-за этого Тюрмер принимает предложение В. С. Храповицкого и соглашается занять должность управляющего лесным хозяйством в имении «Муромцево». В течение 8 лет им были посажены леса на площади 3052 гектар, состоявшие из высокопродуктивных культур смешанных по составу хвойных пород. Успехи были достигнуты благодаря учёту природных условий, хорошей подготовке почвы, применению высококачественного посадочного материала, тщательному соблюдению технологии работ и планомерным мероприятиям по уходу за посадками.
23 сентября 1900 года Карл Францевич скончался в Муромцеве. Похоронен в имении «Поречье».
По данным лесоустройства 1973—1974 годов культуры К. Ф. Тюрмера занимали площадь 2920 га на 750 участках. По состоянию на 1 января 1994 года их общая площадь оценивалась в 1603,2 га.

## Награды
- Большая золотая медаль Ф. Х. Майера
- Орден Св. Станислава III степени

## Память
В честь Карла Францевича назван поселок во Владимирской области Судогодского района — Тюрмеровка.
В 1999 году, к 175-летию К. Ф. Тюрмера, в поселке Тюрмеровка был поставлен памятный знак. Также в поселке есть памятник Карлу Тюрмеру.
28 августа 2017 года заместителем Министра природных ресурсов и экологии Российской Федерации – руководителем Федерального агентства лесного хозяйства Иваном Валентиком подписан приказ о переименовании Порецкого участкового лесничества Бородинского лесничества Московской области в Порецкое участкового лесничества имени К.Ф. Тюрмера.